# CEPHISMER
 (août 2024).
Motif : page privatisée par utilisateur en COI, nombreux ajouts non sourcés et promotionnels.
Le Centre Expert Plongée Humaine et Intervention Sous la MER (CEPHISMER) est un organe de la Marine nationale française dépendant de la force d'action navale. Il a pour objectif de développer de nouvelles solutions pour permettre la pratique de la plongée sous-marine.
Le CEPHISMER fonctionne par pôles appuyés par une section « soutien ». Deux pôles sont chargés de la plongée humaine : le pôle « maîtrise des risques en plongée » assure les fonctions de règlementation et de contrôle, et le pôle « innovation / préparation de l’avenir » s’occupe de la prospection (matérielle et doctrinale) et des essais d’équipements. Le troisième pôle est le groupe d’intervention sous la mer (GISMER) qui remplace la section intervention engin (SIE). Il assure les missions sous la mer au-delà du domaine de la plongée humaine. Le GISMER exploite aujourd’hui deux ROV (en anglais : Remotely Operated Underwater Vehicles), Ulisse et Diomède, pouvant atteindre respectivement 1 000 m et 2 000 m de profondeur. Il est prévu, à l’horizon 2030, d'ajouter deux AUV (en anglais : Autonomous Underwater Vehicles) 3 000 m, deux AUV 6 000 m ainsi que de deux ROV 3 000 m et deux ROV 6 000 m. De plus, un réseau d'experts de chaque armée est inséré de manière permanente au CEPHISMER : Armée de Terre, Gendarmerie nationale, Service de Santé des Armées (SSA).
Devise de l’unité : il n’y a pas de devise officielle. Néanmoins, la phrase suivante, attribuée au commandant Phillipe Tailliez (1905-2002), premier commandant du GRS (1945-1949), est souvent reprise par les membres de l’unité : « L’enthousiasme est la seule vertu».

## Histoire

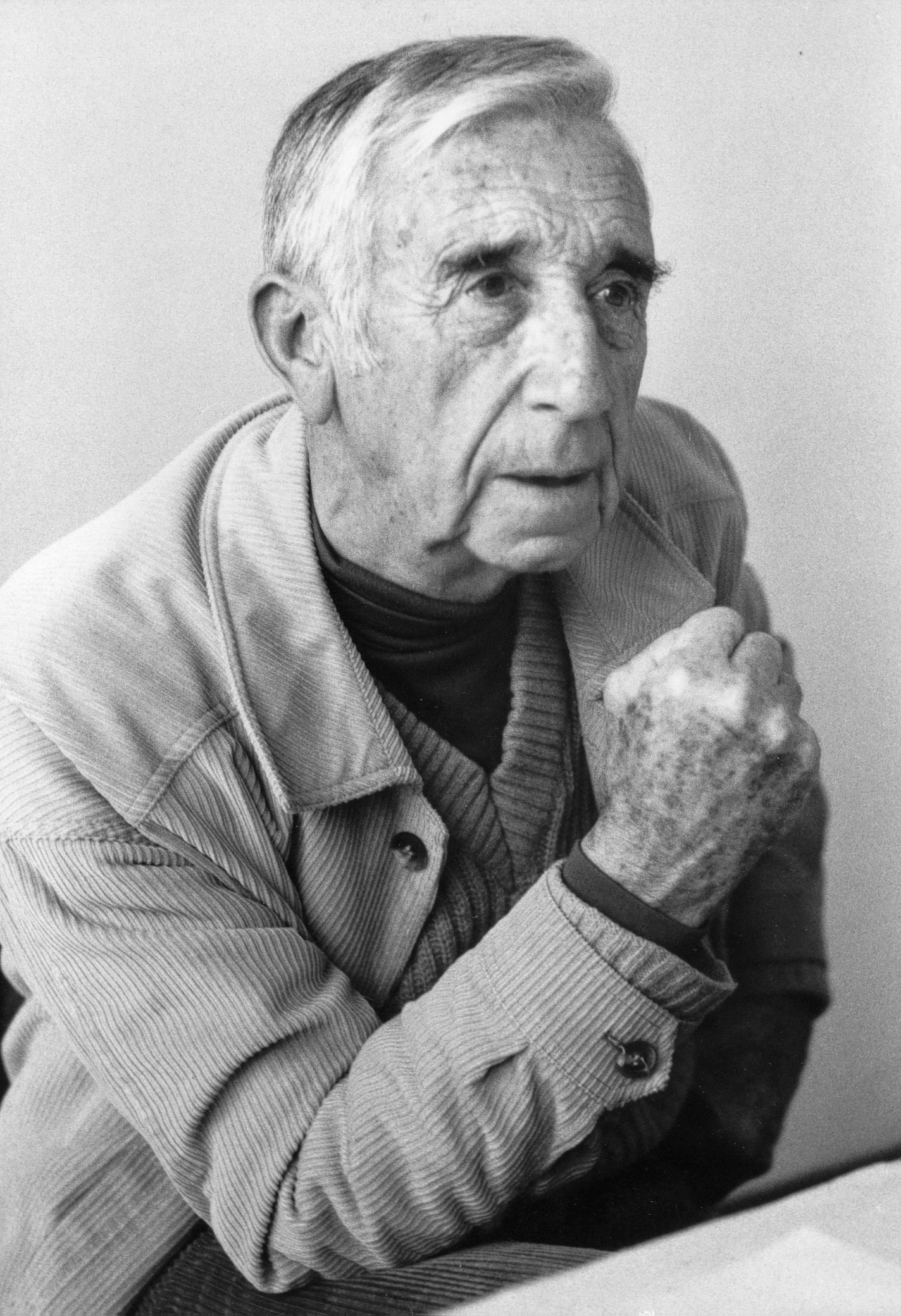
Philippe Tailliez, fondateur du GRS en 1945

### À l'origine
Dès 1943, Philippe Tailliez, Frédéric Dumas et Jacques-Yves Cousteau avaient tourné le film Épaves, en utilisant le tout nouveau scaphandre autonome Cousteau-Gagnan. Deux ans plus tard, à la demande de Philippe Tailliez, Jacques-Yves Cousteau présenta le film à l'amiral  André Lemonnier à Paris,. Cette démonstration des possibilités d'intervention du scaphandre autonome suffit à convaincre l'amiral, alors chef d'état-major général de la Marine, de créer un groupe spécialisé, chargé de la plongée.

### Création
Le « Groupe de recherches sous-marines » (GRS) est créé en 1945. Il est alors logé dans un abri bétonné, possède des compresseurs Junker et une vedette de 22 m, la VP 8. 
Après plusieurs changement de dénomination, il est devenu, en 2023, le CEPHISMER. 

### Premiers acteurs
Les premiers acteurs sont : le capitaine de corvette Philippe Tailliez, qui commandait le groupe, le lieutenant de vaisseau Jacques-Yves Cousteau, officier en second, et Frédéric Dumas, en tant que contractuel civil.
Parmi les premiers volontaires, recrutés dans le corps des sous-mariniers et formés à l'utilisation du tout nouveau scaphandre autonome, trois officiers mariniers devinrent instructeurs à leur tour: Maurice Fargues, Jean-Paul Pinard et Guy Morandière.
Le 7 juillet 1947, Jean Alinat (21 juin 1917- 19 juillet 2015) intègre le GRS à sa demande. Il en devient très vite le second lorsque J.-Y. Cousteau prend le commandement de l'Elie Monnier, bateau support de plongée acquis par le GRS.

### Limite de profondeur en plongée
Maurice Fargues fut la première victime de la plongée en scaphandre autonome à l'air comprimé lorsque, le 17 septembre 1947, au cours d'une tentative de record organisée à partir du bord de l'aviso Ingénieur Elie-Monnier que commandait Jacques-Yves Cousteau. Fargues se noya à 120 mètres de profondeur, vraisemblablement à la suite de convulsions liées à une crise d'hyperoxie. Fargues parvint à signer à 120 mètres de profondeur, l'une des planchettes qui jalonnaient le cordage plombé que les plongeurs du GRS suivaient à la descente lors de leurs essais de plongée profonde. Cet accident ainsi que les observations recueillies au cours de cet été 1947 conduisirent le GRS à fixer à 90 mètres la profondeur maximale pouvant être atteinte en plongée en scaphandre autonome à l'air comprimé . De nos jours, du moins en France et à la suite d'études physiologiques plus poussées, cette limite est estimée à 66 mètres de profondeur (voir l'article « hyperoxie »).

### Opérations de déminage
À cette époque, au sortir de la seconde guerre mondiale, il restait encore toutes les mines que les Allemands avaient placées près des côtes pour empêcher les navires alliés d'approcher les territoires qu'ils occupaient : la première tâche que la Marine assigna au GRS fut donc le déminage des ports et des côtes français. Le GRS fit aussi des films d'étude militaire : quelques mois après sa fondation en 1945 le groupe fut chargé de filmer sous l'eau le sous-marin Rubis en train de mouiller des mines ou de larguer des torpilles.

### Archéologie
Dans les années 1950, le GERS participe occasionnellement à des missions d'archéologie sous-marine (1948 : épave de Mahdia, 1957 : épave du Titan, etc.).

André Gempp devant les plans du bathyscaphe FNRS-3, entouré du commandant Houot (à gauche) et de l'ingénieur Willm (à droite)

### Les grandes profondeurs
À l'époque, l'enjeu de conquête des fonds marins est jugé comme essentiel pour de nombreux États et leur Marine. C'est dans ce cadre que le GRS participe, dès 1948, aux expériences menées par le Suisse Auguste Piccard dans le domaine des bathyscaphes :
- Avec le FNRS 2, la profondeur de 4 000 m (Dakar) est atteinte, un record à l'époque.
- De 1951 à 1961, le FNRS 3 est un projet issu d'une collaboration entre le FNRS (Belgique) et la Marine nationale (France). L'ingénieur de l'Armement André Gempp (futur concepteur des sous-marins de la classe Daphné et des SNLE de la classe Le Redoutable) se voit confier la conception, aidé du capitaine de corvette Georges HOUOT (pilote) et de l'ingénieur Pierre WILLM. Il atteint également 4 000 m mais en augmentant le « déplacement » en passant de 40 à 90 tonnes.
- De 1954 à 1964, une initiative concurrente, menée par Auguste et Jacques Piccard (Suisse) et l'US Navy permet d'atteindre 11 000 m de fond avec le Trieste dans la fosse des Mariannes (déplacement : 150 tonnes).
- Ce record est vite rejoint par le bâtiment Archimède (1961-1974), fruit d'une coopération Marine nationale et CNRS puis CNEXO (1969-74) qui atteint également les 11 000 mètres (déplacement : 200 tonnes).

## Route de l’histoire de la Plongée sous-marine

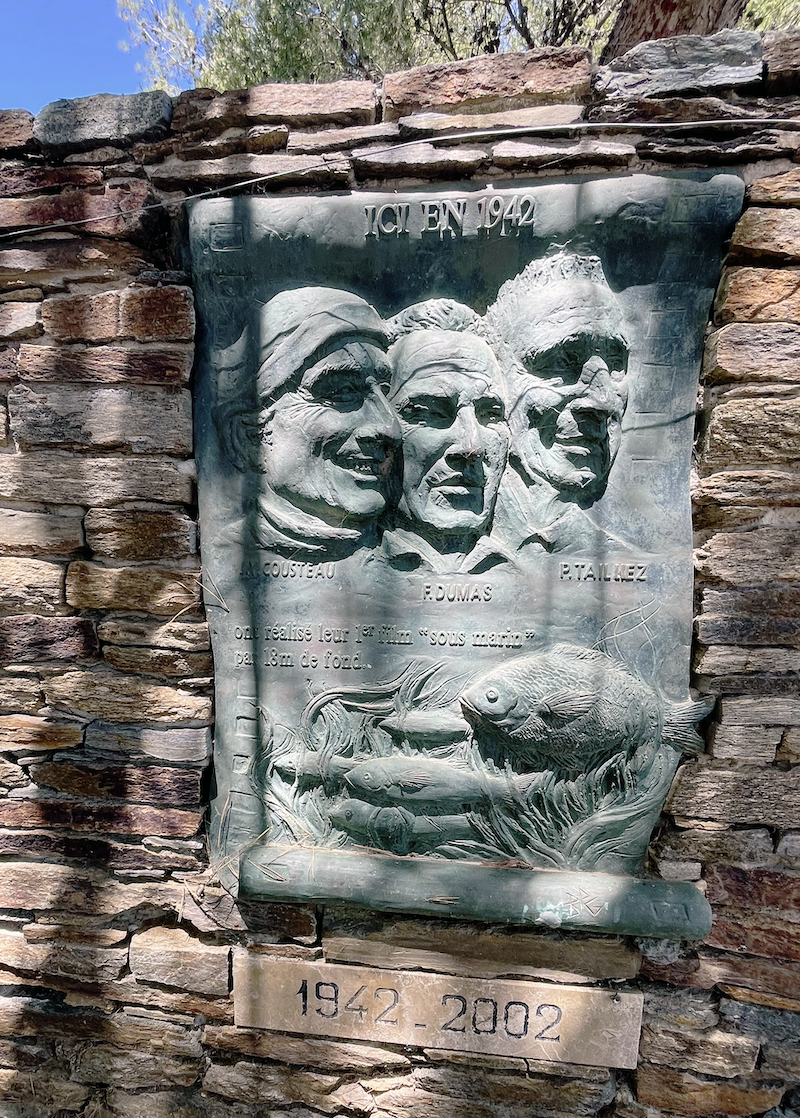
Plaque commémorative des trois « Mousquemers » (Jacques-Yves Cousteau, Frédéric Dumas, Philippe Tailliez), île du Gaou, Six-Fours-les-Plages, Var, France - Photo A. Foret

Pierre-Yves Le Bigot (président de l’association du Musée Frédéric Dumas à Sanary) a eu l'idée, en 1997, de créer une « Route de l’histoire de la plongée sous marine » reliant tous les sites où étaient distingués des pionniers. Citons :
- Le rond-point des Plongeurs Démineurs à La Seyne.
- Le quai Philippe Tailliez à La Seyne.
- Bandol, lieu de la première plongée de Cousteau et Dumas en 1943 (Plage Barry, plaque commémorative).
- Esplanade Frédéric Dumas à Portissol (Sanary).
- Le rond-point des Mousquemers à Portissol (Sanary).Rond-point des plongeurs démineurs, La Seyne-sur-Mer (Var, France) - Photo A. Foret

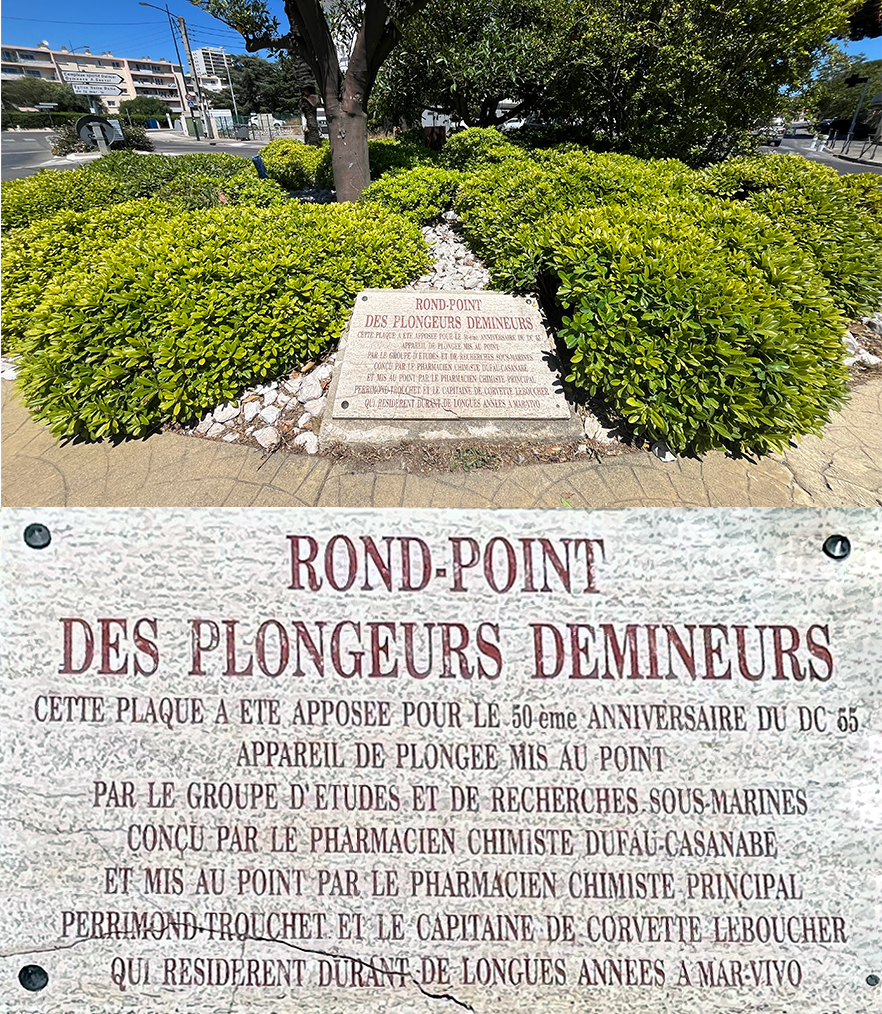
Rond-point des plongeurs démineurs, La Seyne-sur-Mer (Var, France) - Photo A. Foret

- À Six-Fours, sur l’île du Gaou pour le premier film de Cousteau en 1942 : plaque commémorative.
- Au Pradet, port des Oursinières, statue de Philippe Tailliez.
- Aux deux Frères, plaque commémorative sur le lieu de la disparition de Pierre Labat[15].
- Bassin Commandant Yves Le Prieur au port de St Raphaël.
- 14 juin 2014 : au bastion 32, siège du mémorial de l'opération Dynamo, plaque posée en mémoire du commandant Philippe Tailliez, natif de Malo-les-Bains[16].

## LivreLa Plongée
L'un des premiers livres sur l'enseignement de la plongée en scaphandre est publié en 1949 aux éditions Elzévir, sous le titre La plongée en scaphandre. Les auteurs sont : P. Tailliez, F. Dumas, J.-Y. Cousteau, J. Alinat, Dr F. Devilla.
En 1949, il y a eu trois tirages différents de cet ouvrage :
- 75 exemplaires numérotés de 1 à 75, avec couverture souple pour la Presse. Une feuille volante insérée dans le livre indique « Cet exemplaire broché est réservé à un service de presse. Les volumes destinés à la vente sont reliés avec un cartonnage solide sous jaquette deux couleurs ». Puis, à l'intérieur, il est écrit en page 6 : « Il a été tiré de cet ouvrage soixante-quinze exemplaires hors commerce sur vélin supérieur des papeteries de Pont Sainte-Maxime numérotés 1 à 75. Exemplaire n° »[18].
- 75 exemplaires numérotés de 1 à 75 avec couverture rigide hors commerce. Comme pour les exemplaires de presse, il est écrit en page 6 : « Il a été tiré de cet ouvrage soixante-quinze exemplaires hors commerce sur vélin supérieur des papeteries de Pont Sainte-Maxime numérotés 1 à 75. Exemplaire n° »[18].
- Un tirage destiné à la vente.

L'impact de la publication est tel qu'une traduction en anglais est éditée en 1957 chez G. P. Putnam's sons à New-York. Il est indiqué en page 4 : « All author's rights of this book are the property of the French Navy Welfare Fund ».
Les éditions suivantes, intitulées La Plongée, sont publiées chez B. Arthaud, par Marine Nationale, Groupe d'Études et de Recherches Sous-Marines.
Au fil des nouvelles éditions, différents contributeurs sont ajoutés : 
- R. Perrimond-Trouchet, P. Cabarrou, L. Chasseriaud, G. Agnes pour l'édition de 1955[20] ;
- CC Ph. de Groulard commandant le GERS, Dr L. Barthélémy, LV P. Boutroux, F. Cloix, EV F. Vincent pour l'édition de 1961[21] ;
- CF Berry commandant le GERS, LV Gay, LV Vial, Dr Michaud, Dr Le Chuitton, EV (R) Barrière et Grès, MM. Marchandise (photographe) et Poli (dessinateur) pour l'édition de 1967[22].

Ce livre a été utilisé par plusieurs générations de plongeurs, civils et militaires.

## Désaturation des plongeurs: tables et ordinateur

### Les premières tables de plongée
« En 1948, la Marine Nationale se dote d'une capacité opérationnelle en plongée autonome à l'air jusqu'à la profondeur de 40 mètres. Les tables de décompression utilisées sont celles de l'U.S. Navy transcrites dans le système métrique et adoptées sans expérimentation préalable. Après quelques années d'utilisation, ces tables ont soulevé deux objections principales : 1) la vitesse de remontée était fixée à 7,5 mètres à la minute ; tous les plongeurs s'étaient aperçus que cette vitesse pouvait être dépassée sans provoquer d'accident ; 2) les durées de remontée étaient considérées comme inutilement longues, ce qui diminuait d'autant les capacités de travail des scaphandriers lourds en particulier. Ces critiques coïncidaient avec la publication de nouvelles tables par l'U.S. Navy, dues à Dwyer (1955) qui introduisait la notion nouvelle de variation du rapport de sursaturation admissible pour chaque tissu en fonction de la profondeur, et qui prenait en compte le tissu de période 120 minutes. »

### Les tables du GERS
« De nouvelles tables furent donc calculées par le GERS en 1959 jusqu'à 40 mètres, pour des durées s'échelonnant de 2 heures à 15 mètres à 50 minutes à 40 mètres (durées correspondant à l'autonomie permise par le matériel en service à l'époque). [...] Mises à l'essai pendant un an dans les unités, ces tables ont été "retouchées" l'année suivante à la suite de critiques apportées par les "opérationnels", notamment sur la vitesse de remontée qui paraissait encore lente, et dont la diminution recommandée dans les cinq derniers mètres s'était avérée être difficilement applicable.
En 1960, Perrimond-Trouchet essaie donc de déterminer la vitesse de remontée "naturelle" d'un plongeur : 35 mesures sur 18 plongeurs (entraînés) lui donnent une vitesse moyenne de 24 mètres par minute. Pour se rapprocher de la vitesse adoptée par les marines américaines et britanniques (60 ft/min soit 18 m/min), il retient pour ses calculs la vitesse de 20 mètres à la minute. 301 plongées d'essai sont réalisées au GERS, en caisson sec et humide, au repos et avec travail. Malgré quelques cas de "puces" survenus pour la plupart en plongée au sec et un cas minime de bend du coude rapporté à un antécédent récent de traumatisme chez un sujet émotif, ces tables sont considérées comme vérifiées et aptes à être mises en service. »
À la suite d'un certain nombre d'accidents, le GERS remanie ses tables de plongée en adoptant, pour la tranche au-delà de 40 mètres, une table calculée par Barthélémy, sans remettre en cause les tables de 1960 pour la tranche de 15 à 38 m. Ainsi, c'est par juxtaposition de ces deux tables que le GERS publie en 1965 les tables de plongée à l'air dites GERS 65, jusqu'à 60 m avec une vitesse de remontée de 17 m/min, largement utilisées dans la Marine comme dans la plongée de loisir pendant 25 ans.

### Les tables MN90
En 1990, le Dr Jean-Louis Méliet, médecin en chef de la Commission d'Études Pratiques d'Intervention Sous la Mer (CEPISMER), publie les tables de plongée « MN 90 ». L'auteur justifie ainsi la révision des tables : « Les tables de plongée à l'air actuellement en usage dans la Marine Nationale française résultent de la juxtaposition de deux tables différentes calculées l'une en 1959 et 1960 pour les profondeurs de 15 à 38 mètres, l'autre en 1965 pour les profondeurs de 40 à 85 mètres. Le même modèle a été utilisé. avec des paramètres très différents. Si bien que l'étude des accidents de décompression survenus malgré le respect des tables GERS 65 entre 1966 et 1989 (...) laisse apparaître une zone à risque plus élevé pour les plongées entre 28 et 42 mètres. La révision des tables de 1965 s'appuie sur une méthodologie probabiliste actuellement partagée par tous les auteurs. Les modèles descriptifs, inexploitables pour le calcul des tables, ne peuvent en effet rendre compte de la complexité des phénomènes et du nombre de paramètres en jeu. »
Les tables MN90 ont été actualisées en 1993 (allongement de 8 h 30 à 12 h du tableau de calcul de l’azote résiduel en surface) et en 1996 (vitesse de remontée entre les paliers de 6 m/min ; suppression de la colonne « durée totale de remontée » ; délai minimum de 5 min pour les paliers à l’oxygène pur).
Par ailleurs, sans que les tables elles-mêmes soient modifiées, l'Instruction pour la Plongée Autonome (IPA) devenue Instruction pour la Plongée Humaine (IPH) a été régulièrement actualisée afin de sécuriser les pratiques (gestion des cas non conformes : interruption de paliers, remontées rapides, profils ludion ou yo-yo).
Les tables MN90 sont utilisées dans le domaine militaire mais également dans le monde de la plongée de loisir. Ainsi, la Fédération Française d'Études et de Sports Sous-Marins (FFESSM) a adopté l’usage des tables MN90 dans le cadre des épreuves théoriques des examens.

### L'ordinateur spécifique aux plongeurs de la défense
À partir de 2022, le CEPHISMER lance le projet ORCOM qui a pour objectif la réalisation du premier ordinateur de plongée spécifique aux plongeurs de la défense.
| N°                  | Demi-vie (min) {\displaystyle t_{1/2}} | Seuils critiques (Sc) | Seuils critiques (Sc) | Seuils critiques (Sc) | Seuils critiques (Sc) | Seuils critiques (Sc)        |
| ------------------- | -------------------------------------- | --------------------- | --------------------- | --------------------- | --------------------- | ---------------------------- |
|                     |                                        | GERS 1959             | GERS 1960             | GERS 1965 Version 1   | GERS 1965 Version 2   | Marine Nationale 1990 (MN90) |
| 1                   | 5                                      |                       |                       |                       |                       | 2,72                         |
| 2                   | 7                                      |                       |                       | 3,4                   | 3,2                   | 2,54                         |
| 3                   | 10                                     |                       |                       |                       |                       | 2,38                         |
| 4                   | 15                                     |                       |                       |                       |                       | 2,20                         |
| 5                   | 20                                     |                       |                       |                       |                       | 2,04                         |
| 6                   | 30                                     |                       |                       | 2,6                   | 2,3                   | 1,82                         |
| 7                   | 40                                     | 2,3                   | 2,3                   |                       |                       | 1,68                         |
| 8                   | 50                                     |                       |                       |                       |                       | 1,61                         |
| 9                   | 60                                     |                       |                       | 2,1                   | 2                     | 1,58                         |
|                     | 75                                     | 2,3                   | 2,3                   |                       |                       |                              |
| 10                  | 80                                     |                       |                       |                       |                       | 1,56                         |
| 11                  | 100                                    |                       |                       |                       |                       | 1,55                         |
| 12                  | 120                                    | 2                     | 2                     | 2                     | 2                     | 1,54                         |
| Vitesse de remontée | Vitesse de remontée                    | 15 et 5 m/min         | 20 m/min              | 17 m/min              | 17 m/min              | 17 m/min                     |

## Recherches sur la plongée profonde
En collaboration avec le Centre d’Études et de Recherches Biophysiologiques (CERB), le GERS a travaillé sur la plongée profonde à saturation (avec des mélanges hélium-oxygène-azote), projet dans lequel le médecin de Marine B. Broussolle a joué un rôle déterminant. Les fils conducteurs qui ont guidé les études biologiques conduites pour ce projet ont porté, notamment, sur des paramètres biochimiques liés au surfactant pulmonaire. En expérimentation animale, ces paramètres ont permis d’objectiver les effets biologiques de la plongée profonde à saturation, et de guider le choix des mélanges gazeux les plus adaptés aux différentes profondeurs. L’objectif a été atteint à la fin des années 1970 en collaboration avec la Comex ; la profondeur maximale alors atteinte de 501 mètres, permet de réaliser des plongées opérationnelles à 300 mètres.

## DC 55
Pour les plongeurs démineurs, le pharmacien-chimiste Jean Émile Dufau-Casanabe (1920-2005), au début des années 1950, a imaginé un appareil à circuit semi-fermé (recycleur), qui porte les initiales de son nom (DC), et qui utilise des mélanges enrichis en oxygène, selon la profondeur de travail. Le modèle DC55, finalement mis au point en 1955 par le pharmacien-chimiste R. Perrimond-Trouchet et amélioré en 1996 dans sa version DC 55/96, a longtemps équipé les plongeurs-démineurs de la Marine nationale.
Jean Dufau-Casanabe est parrain de la promotion 2006 des plongeurs démineurs de la Marine nationale à Saint-Mandrier. Une plaque apposée au rond-point de Mar-Vivo, aux Sablettes (La Seyne-sur-Mer, Var), comporte les noms des pharmaciens-chimistes principaux de la Marine Dufau-Casanabe et Perrimont-Trouchet.
Le DC-55 est exposé au musée océanographique de Monte-Carlo (Principauté de Monaco).

## Études sur les effets de l'oxygène
En collaboration avec le CERB, le GERS a étudié expérimentalement, chez l’animal, les effets biologiques de l’oxygène pur normobare (effets pulmonaires) ou hyperbare (convulsions).
Plusieurs pharmaciens-chimistes (dont Perrimond-Trouchet) ont contribué à ces études et, notamment, sous l’impulsion de Laborit, ont étudié, chez l’animal, les moyens de protection contre les effets d’hyperoxie à l’aide d’antioxydants.
L’intérêt pour les antioxydants, dans le domaine de la santé, est en grande partie issu de ces études sur l’hyperoxie, réalisées dans la Marine.

## Oxygers

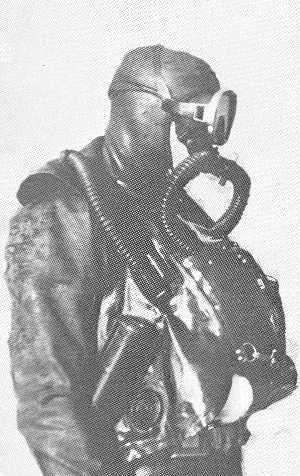
Nageur de combat équipé de l'appareil Oxygers utilisé à partir de 1957

### Plonger sans bulles
Les bulles expirées en immersion permettent de repérer les plongeurs depuis la surface. C'est évidemment un inconvénient majeur pour les nageurs de combat qui doivent être le plus discret possible afin de pas être repérés en immersion. La solution consiste à utiliser un appareil à circuit fermé qui ne laisse pas échapper de gaz et capte le CO2 expiré par le plongeur en faisant passer le gaz respiratoire dans de la chaux sodée. On parle de "recycleur".

### Création de l'Oxygers
Au début des années 1950, le pharmacien-chimiste Perrimond-Trouchet et le LV Alinat du GERS mettent au point un premier prototype dénommé l'OXYGERS pour OXYgène et GERS. Peu à peu, diverses améliorations apparaissent (cartouche de chaux plus importante, carénage avec jupe en caoutchouc armé) pour aboutir finalement à l'Oxygers 54,
L'Oxygers 54 est ensuite modifié par le GERS pour le corps amphibie de la Marine. Les cornes sont supprimées, le volume de la cartouche est réduit et le trou de remplissage de chaux sodée est déplacé au centre. Ces changements aboutissent ainsi au prototype Oxygers 57 qui présente une jupe de carénage en toile caoutchouc avec branchement des tuyaux annelés en arrière de ce plastron souple. Le volume du sac et de la cartouche est plus limité, améliorant ainsi les problèmes liés à une trop grande flottabilité.
L'Oxygers est définitivement mis au point en 1957 par le commandant Jean Alinat et le docteur Devilla du GERS, avec une autonomie dépassant 3 heures. Il est d'abord commercialisé en coopération par la Marine nationale et la société Fenzy puis par Aqualung à partir de 1997.
Il est aujourd'hui déclassifié.

## OpérationFAMOUS

### L'expédition
« 2 août 1973. Par 36°49' de latitude nord et 33°16' de longitude ouest, à 700 kilomètres au sud des Açores ».
Réalisée au cours des étés 1973 et 1974, l'opération FAMOUS pour « French American Mid Oceanic Undersea Survey » est une expédition franco-américaine (CNEXO/NOAA) réalisée sur la dorsale atlantique au large des Açores. Le but était de vérifier la théorie du renouvellement des fonds océaniques et de la tectonique des plaques, à une profondeur moyenne de 2 800 mètres.
Le capitaine de corvette Philippe de Guillebon (GISMER, Toulon), promotion 1959 de l'École navale, commandant du groupe des bathyscaphe entre 1967 et 1979, était conseiller technique.
Entre autres moyens techniques, ont été utilisés le bathyscaphe Archimède et les bâtiments de la Marine nationale le Marcel-Le-Bihan (système de navigation par satellite) et le navire hydrographique d'Entrecasteaux (qui posa des balises répondeuses à ultra-sons). Le bathyscaphe fut piloté tour à tour par les capitaines de corvette Philippe de Guillebon et Huet de Froberville et le lieutenant de vaisseau (LV) Harismendy.
Lors de la première expédition, il fit sept plongées de neuf à dix heures chacune entre le 2 août et le 4 septembre 1973.

### Publication associée
Xavier Le Pichon et Claude Riffaud, Expédition « Famous », à 3000 mètres sous l'Atlantique, Éditions Albin Michel, 1976, 272 p. (ISBN 9782226002518)

## Le centre hyperbare 500 m
Inauguré le 22 avril 1980, le centre hyperbare de la marine -500 mètres (CHM 500 ou CH 500) permet de soumettre du personnel et/ou du matériel à des pressions allant jusqu’à 51 bars (correspondant à une immersion à une profondeur de 500 mètres), en ambiance sèche ou en eau, au cours de plongées d’incursion (aller/retour à la profondeur désirée) ou à saturation (séjour prolongé à la profondeur maximale). Il peut ainsi être utilisé pour l’entraînement des plongeurs, l’expérimentation de matériel ou la mise au point de nouvelles procédures, telles que la validation des tables de plongée.
Le CH 500 est constitué de trois modules séparés par des panneaux étanches, qui peuvent être mis en pression de manière collective ou individuelle :
- une cuve humide de 28 m3 située au niveau inférieur ;
- un séjour de 30 m3, équipé de lits, pouvant accueillir 4 plongeurs. Un module sas / toilettes, intégré au séjour, permet l’accès depuis l’extérieur, y compris lorsque le séjour est en pression ;
- une tourelle de 8 m3 permet les transferts de personnel entre le séjour et la cuve humide.

Le CH 500 est installé dans un hangar qui occupe une surface totale de 1 000 m2 répartis sur 2 niveaux, qui abrite également des bureaux, des ateliers, un laboratoire d’analyses, une salle de soins, une salle de repos, des vestiaires, des sanitaires, etc. Cette installation était initialement prévue pour suivre, en autonomie, une plongée en saturation conduite sur plusieurs jours.

## Simulateur respiratoire
Depuis 2017, un simulateur respiratoire appartenant au service de santé des armées (Institut de Recherche Biomédicale des armées – IRBA) est installé sur le site du CEPHISMER, dans le hangar abritant le CH 500. Mis à disposition du CEPHISMER, ce simulateur permet d’évaluer les performances des appareils de plongée (circuit ouvert ou recycleur) en simulant la respiration d’un plongeur, dans une cuve en eau, soumise à une pression équivalent à une profondeur de 100 mètres.

## Préparation militaire marine
Depuis 2022, le CEPHISMER est l'unité marraine d'une préparation militaire marine, située à Troyes dans l'Aube. Sur la base Air de Prunay-Belleville, la PMM « Amiral AUBE » forme une soixantaine de jeunes par an aux rudiments de la mer et du soldat.

## Montres CEPHISMER
Dolphin Watches (Cannes) a fabriqué :
- Une montre Marine Nationale CEPHISMER 200 m, édition limitée à 200 ex. (2012) ;
- Une montre Marine Nationale CEPHISMER 2000 m, édition limitée à 50 ex. (2012) ;
- Une montre Marine Nationale CEPHISMER PLD 2000 m, édition limitée à 50 ex. (2013).

## Gombessa
Le Groupe d’Intervention Sous la Mer (GISMER) du CEPHISMER a participé à la mission GOMBESSA en juillet 2023 (parc naturel marin du Cap Corse).
« Le ROV 2000 mètres Diomède, la nacelle du système de récupération de torpille et le Blue ROV 300 mètres » ont été utilisés pour prélever des roches et des sédiments afin de localiser des sites et de fournir des renseignements avant d'envoyer les plongeurs.

## Publications
- P. Tailliez, F. Dumas, J.-Y. Cousteau, J. Alinat, Dr F. Devilla, La plongée en scaphandre, Elzévir, 1949.
- Philippe Tailliez, Plongée sans câble, Arthaud, 1954.
- Marine nationale, GERS, La Plongée, Arthaud, 1955.
- Commandant Yves Le Prieur, Premier de Plongée, Éditions France Empire, 1956.
- Marine nationale, GERS, La Plongée, Arthaud, 1961.
- Marine nationale, GERS, La Plongée, Arthaud, 1967.
- Claude Riffaud et Xavier Le Pichon, Expédition « Famous », à 3000 mètres sous l'Atlantique, Albin Michel, 1976.
- Bob Maloubier et Georges Fleury, Nageurs de combat, La Table Ronde, 1989.
- Claude Riffaud, La grande aventure des hommes sous la mer, Albin Michel, 2000.
- Gérard Desmaretz, La Plongée militaire, Chiron, 2001.
- Gérard Loridon, Plongées au Gers (1954-1957) : Cinquante ans après..., Presses du Midi, 2007.
- Jean-Pierre Roybon, Mes rêves avaient un goût de sel, Les Presses du Midi, 2013.
- Gérard Loridon, Henri Paole, Jacqueline Thibaut, René Perrimond-Trouchet: Pharmacien chimiste au GERS, 2019.

### Sources et bibliographie
- Jacques-Yves Cousteau et Frédéric Dumas, Le Monde du silence, Paris, Éditions de Paris (no 228), 1953